# Viersener Straße 58 (Mönchengladbach)

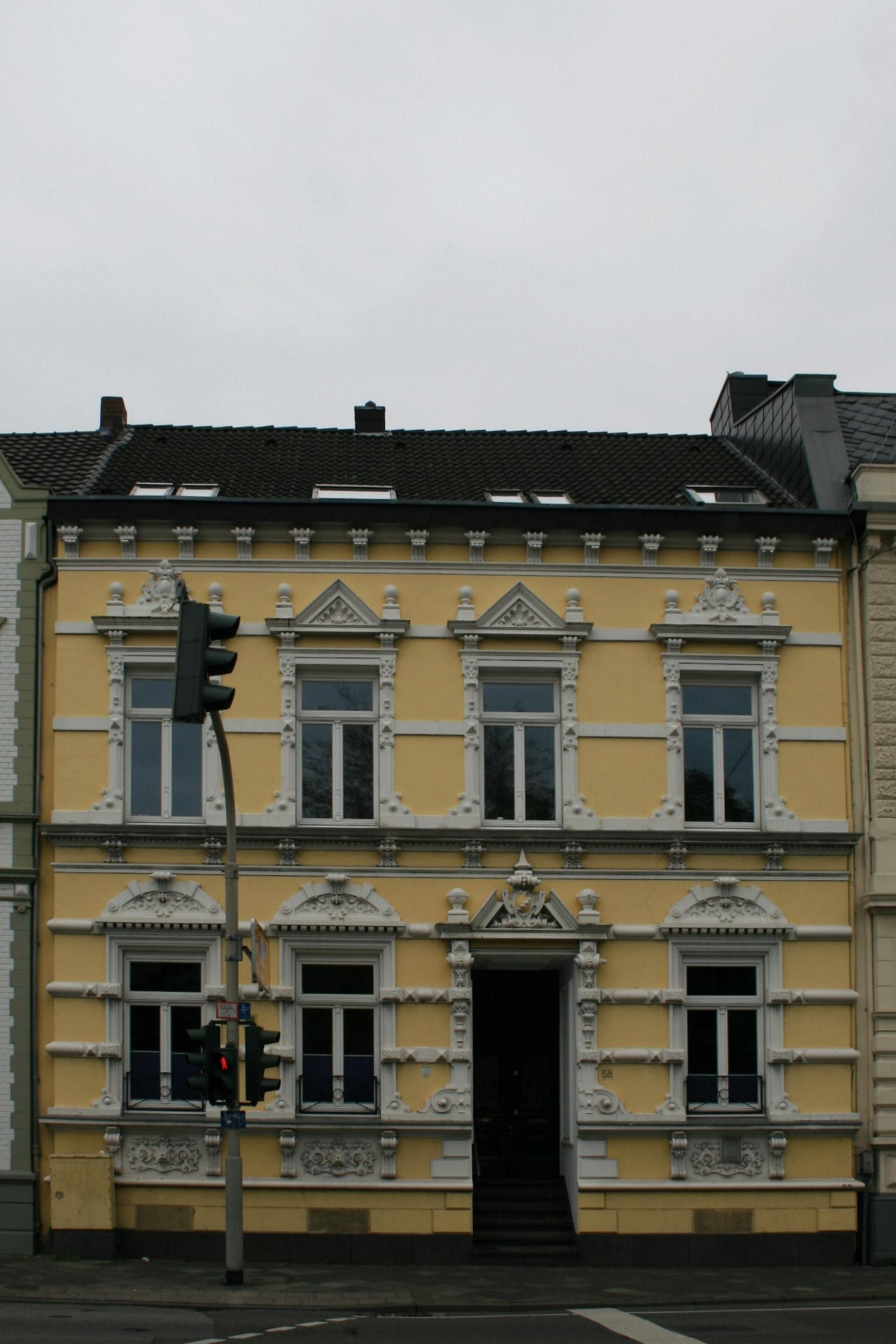
Wohnhaus (2010)

Das Wohnhaus Viersener Straße 58 steht in Mönchengladbach (Nordrhein-Westfalen).
Das Gebäude wurde Ende des 19. Jahrhunderts erbaut und unter Nr. V 025 am 1. Februar 2001 in die Denkmalliste der Stadt Mönchengladbach eingetragen.

## Lage
Das Objekt liegt unmittelbar nördlich der Hermann-Piecq-Anlage an der Viersener Straße.

## Architektur
Es ist ein vierachsiges, zweigeschossiges Wohnhaus unter Satteldach. Plastisch durchgeformte Fassadengestaltung aus Gesimsen und horizontalen Putzbändern mit aufgesetzten Diamantquadern. Fenster- und Türrahmungen mit reich gestalteten Giebelaufsätzen über konsolengestützen Architraven. Das Objekt ist aus städtebaulichen und architektonischen Gründen als Baudenkmal schützenswert.